# المعهد الأفريقي لدول الشمال
المعهد الأفريقي لدول الشمال (NAI): يعد المعهد الأفريقي لدول الشمال مركزاً للأبحاث والتوثيق والمعلومات المتعلقة بأفريقيا المعاصرة. يجري المعهد بحوثاً ذات صلة بالسياسات، ويوفر تحليلات ومعلومات لصنع القرار، بهدف تعزيز المعرفة القائمة على البحوث حول أفريقيا المعاصرة. 
تأسس المعهد الأفريقي لدول الشمال في عام 1962، ويتم تمويله من خلال حكومات السويد وفنلندا وآيسلندا. وقد كانت الدنمارك والنرويج أيضًا أعضاء في مجموعة الدول المشاركة في تأسيس وتمويل المعهد؛ ولكنهما انسحبتا في عام 2013 و 2015 على التوالي. ومن الناحية التنظيمية، فإن المعهد يعد كوكالة حكومية سويدية تابعو لوزارة الخارجية السويدية ومقره في مدينة أوبسالا.
ويعد المعهد عضواً في  AEGIS، وهي شبكة تضم مراكز الدراسات الأفريقية في أوروبا، وقد نظم المعهد المؤتمر الدولي الرابع (ECAS) في عام 2011. ويرأس المعهد مديراً، ويقوم مجلس للبرامج والأبحاث بالإشراف وتقديم المشورة لمديرالمعهد. وفي 18 يوليو 2019، عينت الحكومة السويدية تيريس سيوماندر ماغنوسون مديراً للمعهد، وهو المنصب الذي تولته في 1 أكتوبر 2019.

### روابط خارجية
- الموقع الرسمي